# Crash Kid
Massimo Colonna, alias Crash Kid (Roma, 7 ottobre 1971 – Milano, 1º novembre 1997), è stato un ballerino italiano, uno dei pionieri della break dance e della scena Hip hop romana e italiana, militando negli Special Breaking Crew (Gruppo fondato da Ice One) dall'età di soli 13 anni.
Amico e collaboratore di Davide Headz (Kid Head) e Dj Baro, rappresentò l'Italia in numerose convention in Europa, diventando un esempio per centinaia di b-boy delle successive generazioni. Fu il fondatore della crew Passo sul Tempo – com'è stato ricordato in un recente volume a lui dedicato, eletto a simbolo di una più complessa storia della cultura street in Italia, partendo dai pionieristici concerti rap di musica hip hop degli Anni 80 fino alla nascita degli Zulu Party, una delle prime hip hop jam italiane, nell'ambito di un movimento giovanile suburbano nazionale fino a oggi sottovalutato.
Assieme a Kid Head e alla crew The Family, Crash Kid vinse il prestigioso Battle of the Year nel 1995.

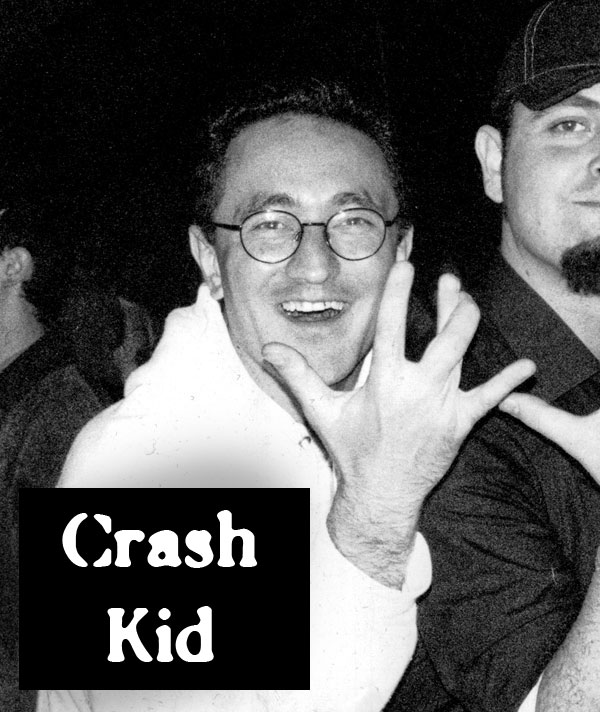

Nel 2003 a Roma, città natale dell'artista, si è tenuto il Crash Kid Day Part One, manifestazione commemorativa in suo ricordo patrocinata dal Comune di Roma e dal Rome Zoo con la partecipazione di Kid Head (cofondatore, con Crash Kid, dei Passo sul Tempo), gli Urban Force e The NextOne.

## Libri
- Stefano Monfeli e Monia Cappuccini, Just push the button. Writing metropolitano, Roma, Stampa Alternativa, 2003, ISBN 978-88-98565-39-9.
- Napal e Ben "Samba" Matundu (a cura di), Crash Kid: A Hip-Hop Legacy, Roma, Drago, 2019, ISBN 978-88-98565-39-9.